# Лавижери, Шарль
Шарль Лавижери́ (фр. Charles Lavigerie, полное имя — Шарль Марсиаль Альман Лавижери; 31 октября 1825, Байонна, Франция — 26 ноября 1892, Алжир) — французский кардинал, основатель миссионерского общества апостольской жизни белых отцов, известного своей деятельностью в Северной Африке. Епископ Нанси и Туля с 16 марта 1863 по 19 января 1867. Первый архиепископ Алжира с 19 января 1867 по 26 ноября 1892. Первый архиепископ Карфагена с 10 ноября 1884 по 26 ноября 1892. Кардинал-священник с 27 марта 1882, с титулом церкви Сант-Аньезе-фуори-ле-Мура с 3 июля 1882.

## Биография
Родился в Байонне 31 октября 1825 года, учился в Париже. 2 июня 1849 года рукоположен в священники, с 1854 по 1856 год преподавал церковную историю в Сорбонне. Интересовался Востоком и христианством в восточных странах, в 1860 году лично ездил в Сирию, чтобы передать собранные им пожертвования маронитским общинам, преследуемым друзами, в 1857 году возглавил Фонд школ на Востоке. В 1861 году стал кавалером ордена Почётного Легиона.
16 марта 1863 года назначен епископом Нанси. Епископская хиротония состоялась 22 марта того же года.
В 1866 году состоялась встреча Лавижери с маршалом Патрисом де Мак-Магоном, на которой тот предложил Лавижери занять кафедру Алжира, которая только что была повышена в статусе до архиепархии. Лавижери принял предложение и начал активную работу в Алжире, совмещая миссионерство с гуманитарной деятельностью среди обездоленных африканцев и борьбой с работорговлей. Миссионерская активность Лавижери столкнулась с противодействием французских властей, не желавших обращения мусульман в христианство, из-за опасения волнений, и ограничивавшего пасторскую деятельность епископа только этническими французами. Это привело к тому, что Лавижери пытался подать в отставку, чтобы сосредоточиться на миссионерстве, но папа Пий IX отказался принять её, ограничившись назначением в помощь для Лавижери епископа-коадъютора.

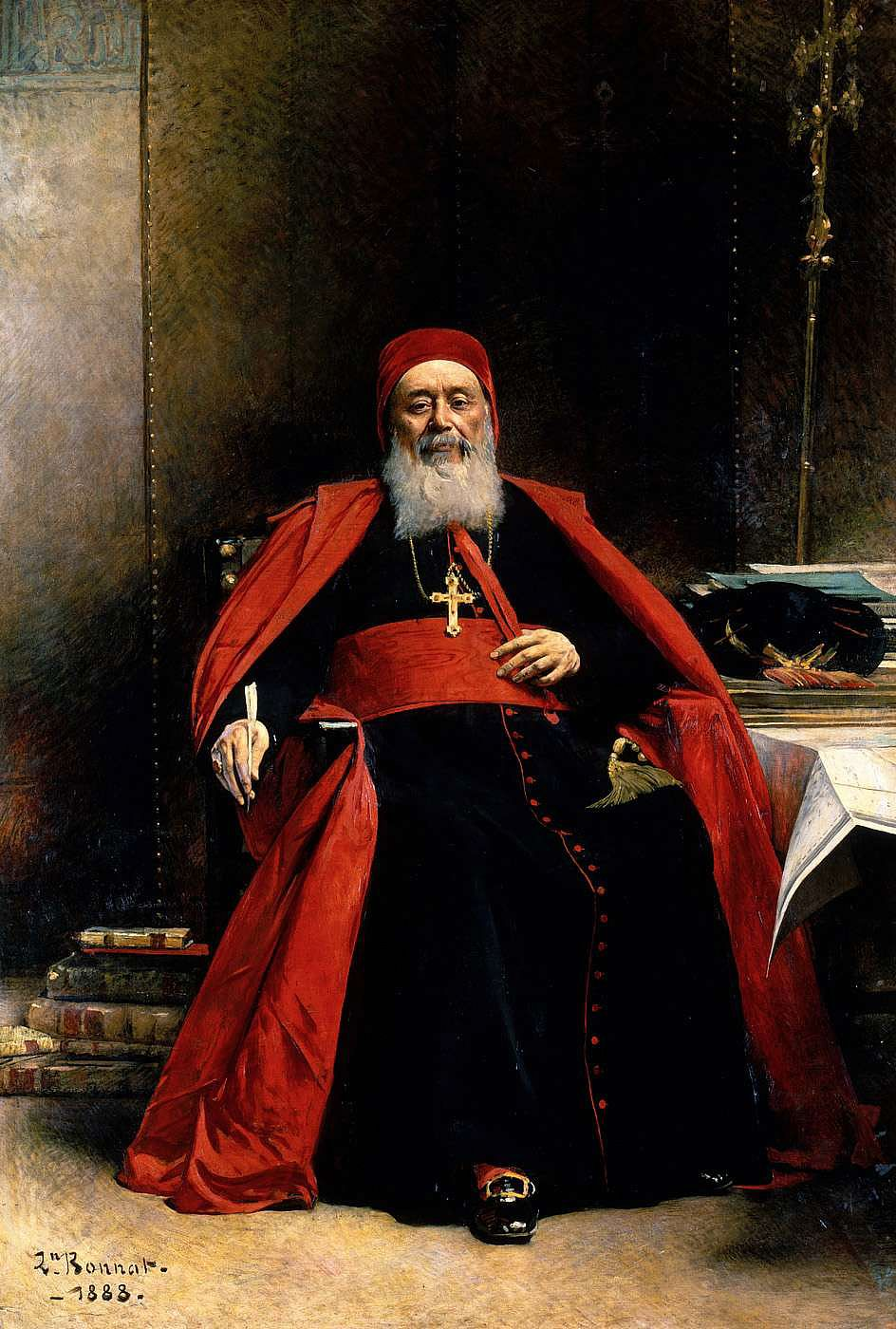
Портрет кардинала Лавижери в 1888 году

В 1868 году Лавижери основал общество апостольской жизни «Миссионеры Африки», которое стало широко известно под именем белых отцов. В том же году опубликовал пастырское послание о бедственном положении коренного населения Африки.
На Первом Ватиканском соборе старался примирить сторонников и противников провозглашения догмата о папской безошибочности, в итоге проголосовал за принятие догмата.
В 1877 году учредил мелькитскую семинарию в Иерусалиме, в 1878 году открыл миссии в Экваториальной Африке, а с 1881 года стал апостольским викарием Туниса, где открыл множество миссий.
27 марта 1882 года возведён в достоинство кардинала, стал кардиналом-священником с титулом церкви Сант-Аньезе-фуори-ле-Мура. 10 ноября 1884 года в дополнение к обязанностям архиепископа Алжира стал исполнять обязанности вновь основанной архиепархии Карфагена (ныне — Архиепархия Туниса).
В дальнейшем большое внимание в своей деятельности уделял борьбе с работорговлей, совершил несколько поездок по Европе, встречался с высокопоставленными политиками, обсуждая с ними тему ликвидации рабства, внёс большой вклад в подписание в 1890 году в Брюсселе «Акта об осуждении рабства». По поручению папы Льва XIII старался примирить французских католиков с республиканским режимом, в 1890 году произнёс перед офицерами французской эскадры, зашедшей в Алжир, «тост об Алжире», где призывал их к лояльности к действующей власти. Подвергался за это резкой критике со стороны французских монархистов.
Скончался в Алжире в 1892 году. Был похоронен в соборе Святого Людовика в Тунисе. В 1964 году, после обретения Тунисом независимости и национализации здания собора, останки кардинала Лавижери были перевезены в Рим, где захоронены в куриальной капелле общества миссионеров Африки.

## Работы

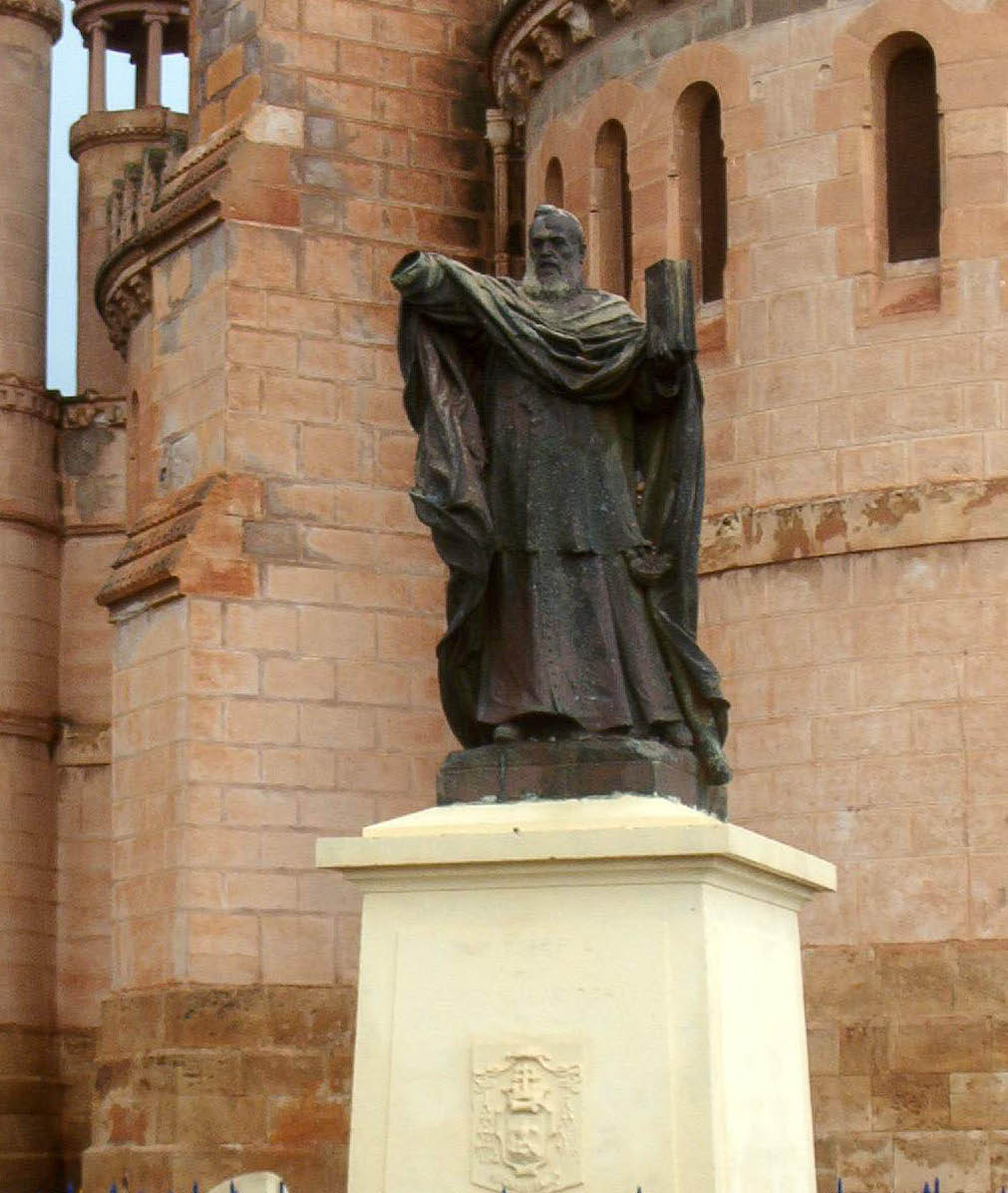
Памятник кардиналу Лавижери в Алжире

Главным трудом Лавижери стала работа «Наставления кардинала Лавижери своим миссионерам», где он изложил свою концепцию проповеди Евангелия в Африке. Согласно ей, миссионер должен приспосабливаться к местным обычаям и традициям, изучать местный язык и обязательно максимально привлекать к служению местных уроженцев.
Любите народы, к которым вы посланы. Любите их тем больше, чем более они слабы и убоги. Любите Африку, такую далёкую от нас, за кровавые раны её рабства, за вопли страдания, столько веков доносящиеся из её глубин
.
Помимо «Наставлений» Лавижери — автор нескольких богословских работ, многочисленных речей, докладов и памфлетов.